# Galvanostat
Un galvanostat, ou ampérostat est un appareil permettant de maintenir le courant électrique constant afin de mesurer le potentiel électrique d'une cellule électrochimique pendant une titration coulométrique.
Son principal atout est sa résistance électrique interne presque « infinie » (c'est-à-dire très élevée par rapport à la résistance typique de la charge appliquée).
L'appellation « galvanostat » est principalement utilisée en électrochimie : cet appareil diffère des sources de courant classiques par sa capacité d'appliquer et mesurer des courants électriques d'ordres de grandeur variant du picoampère à l'ampère, et de polarité positive ou négative.

## Réalisation pratique
Un galvanostat simple applique une tension élevée {\displaystyle U_{\text{g}}} au système composé de la résistance {\displaystyle R_{\text{g}}} connectée en série avec {\displaystyle R_{\text{c}}}. D'après la loi d'Ohm, on a alors :
{\displaystyle I_{0}={\frac {U_{\text{g}}}{R_{\text{g}}+R_{\text{c}}}}}
où :
- {\displaystyle I_{0}} est le courant électrique, gardé constant ;
- {\displaystyle U_{\text{g}}} est le potentiel de sortie du galvanostat ;
- {\displaystyle R_{\text{g}}} est la résistance interne du galvanostat ;
- {\displaystyle R_{\text{c}}} est la résistance de la charge.

Afin d'appliquer un courant quasi constant à travers la charge, la résistance {\displaystyle R_{\text{g}}} doit être bien plus élevée que la résistance {\displaystyle R_{\text{c}}} de la charge. Si l'on a effectivement {\displaystyle R_{\text{g}}}>>{\displaystyle R_{\text{c}}}, l'on obtient alors :
{\displaystyle I_{0}\cong {\frac {U_{\text{g}}}{R_{\text{g}}}}}
La réalisation d'un tel galvanostat requiert des tensions élevées (~100 V) afin de garder le courant électrique constant avec suffisamment de précision pour toute application pratique.
Pour cette raison, des galvanostats plus complexes ont été développés et produits : ils utilisent des amplificateurs électroniques avec des boucles rétroactives et des tensions plus faibles. Ces instruments sont capables de générer des courants variant du picoampère (pA) à plusieurs ampères (A). Typiquement, de tels appareils opérant dans la gamme de courants la plus basse utilisent des amplificateurs opérationnels.